# Max von Schenckendorff
Max Heinrich Moritz Albert von Schenckendorff (Prenzlau, Imperio alemán, 24 de febrero de 1875 - Karpacz, Alemania nazi, 6 de julio de 1943) fue un General der Infanterie de la Wehrmacht de la Alemania nazi durante la Segunda Guerra Mundial. 
Fue el comandante de la Zona de Retaguardia del Grupo de Ejércitos Centro detrás del Grupo de Ejércitos Centro desde marzo de 1941 hasta su muerte en 1943. Es conocido por organizar la conferencia de Mogilev, en la que los oficiales de la Wehrmacht y las SS discutieron tácticas de «lucha contra bandidos», es decir, el asesinato en masa de judíos y otros enemigos reales o supuestos. La conferencia resultó en una intensificación del genocidio que ya estaba teniendo lugar en la Zona de Retaguardia del Grupo de Ejércitos Centro. Schenckendorff murió el 6 de julio de 1943 durante unas vacaciones en Karpacz en las Montañas de los Gigantes de un infarto.

## Operaciones de seguridad en la Unión Soviética ocupada
La agresiva doctrina de seguridad de la retaguardia de la Wehrmacht y el uso de la «amenaza a la seguridad» para disfrazar políticas genocidas dieron como resultado una estrecha cooperación entre el ejército alemán y el aparato de seguridad detrás de las líneas del frente durante la Operación Barbarroja, la invasión alemana de la Unión Soviética en 1941. Schenckendorff organizó una conferencia de campo de tres días en Maguilov para crear un «intercambio de experiencias» para los comandantes de las unidades de retaguardia de la Wehrmacht. Los oficiales participantes fueron seleccionados sobre la base de sus «logros y experiencias» en operaciones de seguridad ya realizadas; los participantes incluyeron representantes del Alto Mando del Ejército (Oberkommando des Heeres o OKH) y del Grupo de Ejércitos Centro.
La conferencia comenzó el 24 de septiembre y se centró en «combatir a los partisanos» (Bekämpfung von Partisanen) y reflejó los puntos de vista de Schenckendorff sobre la necesidad de la erradicación total de la resistencia a la ocupación alemana como la única forma de asegurar el territorio detrás de los ejércitos. Las charlas presentadas incluyeron: la evaluación de las organizaciones y tácticas soviéticas de «bandidos», por qué era necesario matar a los comisarios políticos inmediatamente después de su captura y obtener inteligencia de los colaboradores locales. Los oradores incluyeron: Arthur Nebe, comandante de Einsatzgruppe B; el líder superior de las SS y la policía, Erich von dem Bach-Zelewski; Max Montua, comandante del Regimiento de Policía Centro; Hermann Fegelein, comandante de la Brigada de Caballería SS; y Gustav Lombard, comandante del 1.er Regimiento de Caballería de las SS. La charla de Nebe se centró en el papel de la SD en la lucha común contra los «partisanos» y los «saqueadores». También abordó la «cuestión judía», con especial atención al movimiento antipartisano.
La conferencia incluyó tres ejercicios de campo. El segundo día, los participantes viajaron al asentamiento de Knyazhichi (en alemán, Knjaschitschi). Según el informe posterior a la acción, no se pudo encontrar a «extraños sospechosos» (Ortsfremde), es decir, «partisanos», pero el examen de la población reveló cincuenta y un civiles judíos, de los cuales treinta y dos fueron fusilados. Se distribuyó un resumen ejecutivo de 16 páginas de la conferencia a las tropas de la Wehrmacht y las unidades de policía en la retaguardia. La conferencia, aunque aparentemente fue un «entrenamiento antipartisano», resultó en un aumento dramático de las atrocidades cometidas contra los judíos y otros civiles soviéticos en los últimos tres meses de 1941.

## Promociones
- Oberstleutnant (1920)
- Oberst (1924
- Mayor general (1928)
- Teniente general (1929)
- General de Infantería (1940)[6]